# Aleksander Zienkiewicz
Aleksander Zienkiewicz (pseud. Wujek; ur. 12 sierpnia 1910 w Lembówce, zm. 21 listopada 1995 we Wrocławiu) – polski duchowny katolicki, duszpasterz akademicki, pedagog, teolog, Sługa Boży.

## Życiorys
Urodził się w 1910 roku w Lembówce na Wileńszczyźnie. W latach 1920–1926 uczęszczał do szkoły podstawowej w Duniłowiczach. Następnie w latach 1926–1931 kontynuował naukę w Niższym Seminarium w Nowogródku i Biskupim Gimnazjum Męskim w Drohiczynie. W latach 1931–1938 studiował w Wyższym Seminarium Duchownym w Pińsku. 3 kwietnia 1938 przyjął święcenia kapłańskie z rąk biskupa pińskiego Kazimierza Bukraby. W kwietniu 1939 został rektorem fary w Nowogródku i kapelanem sióstr nazaretanek, późniejszych 11 męczennic zamordowanych przez Niemców 1 sierpnia 1943. W 1942 mianowano go dziekanem nowogródzkim i wikariuszem północnej części diecezji pińskiej.
W 1946 został przesiedlony do Gorzowa Wielkopolskiego. W sierpniu tego samego roku został prefektem szkoły podstawowej i gimnazjum w Sycowie. 1 sierpnia 1947 podjął pracę jako prefekt I LO i Liceum Pedagogicznego we Wrocławiu oraz kapelan sióstr nazaretanek. W latach 1953–1958 był rektorem Seminarium Duchownego we Wrocławiu. Od 1963 roku pełnił funkcję archidiecezjalnego duszpasterza młodzieży akademickiej w Centralnym Ośrodku Duszpasterstwa Akademickiego we Wrocławiu. 27 maja 1972 został kanonikiem kapituły katedralnej. 25 marca 1976 został rektorem kościoła św. Piotra i Pawła we Wrocławiu. 10 sierpnia 1994 zrezygnował z pełnionych funkcji. Zmarł 21 listopada 1995 w opinii świętości w szpitalu przy ul. Rydygiera.
Został pochowany na cmentarzu św. Wawrzyńca we Wrocławiu. 21 listopada 2010 rozpoczął się jego proces beatyfikacyjny, który zakończył się na szczeblu diecezjalnym 25 listopada 2017. 25 listopada 2019 jego doczesne szczątki przeniesione zostały do kościoła św. Piotra i św. Pawła. W 2020 Stolica Apostolska wydała dekret o ważności dochodzenia diecezjalnego, a w październiku 2024 w Dykasterii Spraw Kanonizacyjnych zostało złożone Positio dotyczące sługi Bożego Aleksandra Zienkiewicza.
W rodzinie Zienkiewiczów było kilku kapłanów: ks. Alfons Zienkiewicz – dziekan z Krynek, ks. Antoni Zienkiewicz – dziekan z Głębokiego, bł. ks. Mieczysław Bohatkiewicz i ks. Stanisław Bohatkiewicz (synowie siostry ojca ks. Aleksandra).